# براد ميلز
براد ميلز (بالإنجليزية: Brad Mills)‏ هو لاعب كرة قاعدة أمريكي، ولد في 19 يناير 1957 في إكسيتير في الولايات المتحدة.

## وصلات خارجية
- براد ميلز على موقع دوري كرة القاعدة الرئيسي (الإنجليزية)
- براد ميلز على موقعبيزبول رفرنس.كوم (الدوري الرئيسي) (الإنجليزية)
- براد ميلز على موقعبيزبول رفرنس.كوم (الدوري الثانوي) (الإنجليزية)
- براد ميلز على موقع إي إس بي إن.كوم (أم.أل.بي) (الإنجليزية)
- براد ميلز على موقع مشجعي الرسوم البيانية (الإنجليزية)